# Platostoma ocimoides
Platostoma ocimoides là một loài thực vật có hoa trong họ Hoa môi. Loài này được G. Taylor miêu tả khoa học đầu tiên năm 1936 dưới danh pháp Ceratanthus ocimoides. Năm 1997 A. J. Paton chuyển nó sang chi Platostoma.
Loài này là bản địa Campuchia và Thái Lan.